# Mölleryd
Mölleryd är en by norr om Johannishus i Ronneby kommun. SCB avgränsade mellan 1995 och 2005 här en småort som de gav beteckningen Johannishus slott. Själva slottet ingick dock aldrig i småorten. Folkmängden minskade dock och den upplöstes 2005. Mellan 2015 och 2020 avgränsades här åter en småort.